# Paphiopedilum purpuratum
Espèce
Classification phylogénétique
Statut CITES
Paphiopedilum purpuratum est une espèce d'orchidées du genre Paphiopedilum. Elle est originaire du sud-est de la Chine (Guangdong, Guangxi, Hainan et Yunnan) et de l'extrême-nord du Vietnam.

## Synonyme
- Cypripedium rothschildianum Rchb.f.
- Cordula purpurata (Lindl.) Rolfe (synonyme)
- Cypripedium purpuratum Lindl. (synonyme)
- Cypripedium sinicum Hance ex Rchb.f. (synonyme)
- Menephora bicolor Raf. (synonyme)
- Paphiopedilum aestivum Z.J.Liu & J.Yong Zhang
- Paphiopedilum purpuratum f. album O.Gruss & Koop.
- Paphiopedilum purpuratum var. hainanense F.Y.Liu & Perner
- Paphiopedilum sinicum (Hance ex Rchb.f.) Stein

## Orangeriedu jardin du Luxembourg
L'Orangerie du Jardin du Luxembourg de Paris détient un certain nombre de spécimens depuis de nombreuses années. Paphiopedilum purpuratum, ainsi qu'un certain nombre d'autres espèces détenues par l'Orangerie, sont périodiquement présentées et exposées à la visite du public.

## Galerie

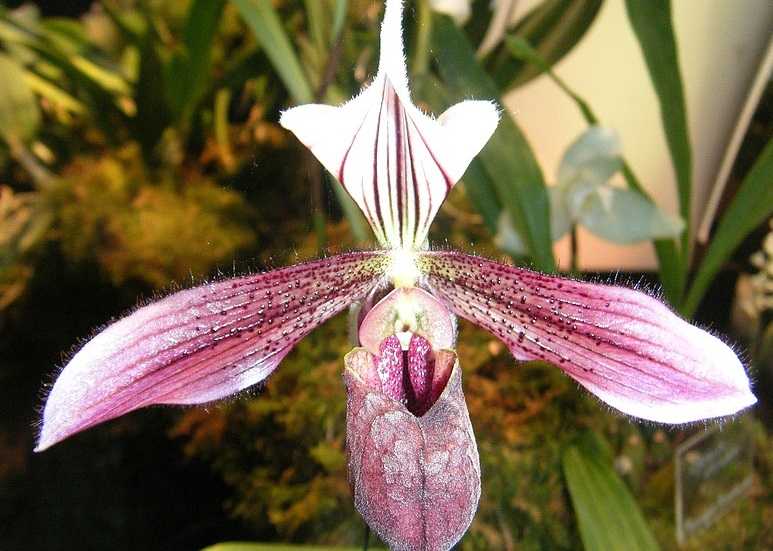
Orangerie du Jardin du Luxembourg